# San Tan Valley
San Tan Valley est une census-designated place située dans le comté de Pinal, dans l'État de l'Arizona, aux États-Unis. En 2020, la population s'élevait à 99 894 habitants.

## Géographie
San Tan Valley s'étend sur 95 km2 dans le désert de Sonora, au sud de l'Arizona, entre les villes de Queen Creek au nord et à l'ouest, et de Florence au sud-est. Elle est également délimitée par le parc régional des montagnes de San Tan à l'ouest et par la communauté indienne de Gila River au sud-ouest. Elle est principalement composée de localités telles que Pecan Creek South, San Tan Heights, Archer Meadows et Johnson Ranch.

## Histoire
Constituée de zones désertiques et quelques exploitations agricoles avant 2000, la communauté commence à se développer au début du XXIe siècle mais ne prend son nom qu'en 2009, à la suite d'une consultation des habitants.
Le 5 août 2025, les habitants décident par référendum de se constituer en municipalité à partir de 2026.